# William F. Buckley jr.

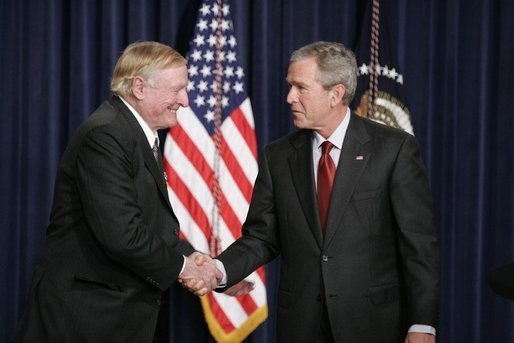
William F. Buckley jr. met president George W. Bush (2005)

William Frank Buckley jr. (New York, 24 november 1925 - Stamford (Connecticut), 27 februari 2008) was een Amerikaans conservatief schrijver, journalist en politiek commentator die veel invloed heeft gehad op de conservatieve beweging in Amerika. Hij richtte in 1955 het invloedrijke tijdschrift National Review op.
Buckley was een zoon van een oliemiljonair. Hij studeerde in 1950 af aan Yale, waar hij lid was van de Skull and Bones. In 1951 werd hij door de CIA gerekruteerd, die hem naar Mexico-Stad stuurde. Buckley werkte hier onder Howard Hunt (later bekend van het Watergateschandaal). De jonge journalist begon zijn loopbaan bij het opinieblad American Mercury, waarvoor in die tijd ook Billy Graham en J. Edgar Hoover schreven. Hij verliet de American Mercury omdat hij vond dat dat blad een antisemitische koers insloeg.
Buckley presenteerde van 1966 tot 1999 het tv-programma Firing Line, waarin hij bekenden interviewde
Hij richtte in 1955 het conservatieve tweewekelijkse tijdschrift National Review op, dat hij tot 2004 bleef leiden. In 1961 was hij een van de oprichters van de Conservatieve Partij, die geen succes wist te behalen. Buckley schreef ook enkele succesvolle spionageromans en hield er onder geestverwanten ongebruikelijke meningen op na. Zo was hij voor decriminalisering van softdrugs en was hij tegen de oorlog in Irak.
William Buckley had een scherpe pen en hield van een stevig debat. Hij had een goede verstandhouding met veel van zijn politieke tegenstanders, zoals John Kenneth Galbraith en Arthur M. Schlesinger jr.. Met Gore Vidal had hij een langdurig conflict. Buckley steunde vergeefs de conservatieve republikein Barry Goldwater in zijn strijd om het presidentschap tegen Lyndon B. Johnson. De latere president Ronald Reagan was een van zijn goede vrienden.
Buckley overleed op 82-jarige leeftijd aan een hartaanval. Buckley leed al jaren aan onder andere diabetes.
- Bibsys: 1642068490026
- Bibliothèque nationale de France: cb12428470r (data)
- Catàleg d'autoritats de noms i títols de Catalunya: 981058520385806706
- CiNii: DA01128101
- Gemeinsame Normdatei: 119187523
- International Standard Name Identifier: 0000 0001 2102 3576
- Library of Congress Control Number: n79065205
- MusicBrainz: 8c0c3785-a5c3-4364-830b-ed0ae787dacc
- National Archives and Records Administration: 10582104
- Bibliotheek van het Japanse parlement: 00434721
- Nationale Bibliotheek van Tsjechië: xx0032037
- Nationale bibliotheek van Australië: 36214823
- Nationale Bibliotheek van Israël: 987007327054405171
- Nederlandse Thesaurus van Auteursnamen: 069110204
- Réseau des bibliothèques de Suisse occidentale: 02-A003054609
- LIBRIS: 294451
- SNAC: w6718qdf
- Système universitaire de documentation: 050608819
- Trove: 1230658
- Virtual International Authority File: 73943799
- WorldCat: E39PBJymwcht84Ythwfcp6vyh3